# Goniusa carrorum
Goniusa carrorum är en skalbaggsart som beskrevs av Maruyama och Jan Klimaszewski 2004. Goniusa carrorum ingår i släktet Goniusa och familjen kortvingar. Inga underarter finns listade i Catalogue of Life.